# Blatná (Frymburk)
Blatná (německy Platten, zastarale Platná) je vesnice, část městyse Frymburk v okrese Český Krumlov. Nachází se asi 4,5 km na severovýchod od Frymburku. Prochází zde silnice II/162. Je zde evidováno 276 adres.
Blatná leží v katastrálním území Frymburk o výměře 54,07 km².

## Historie
První písemná zmínka o vesnici pochází z roku 1379.